# Махмудлу (посёлок, Джебраильский район)
Махмудлу (азерб. Mahmudlu) — посёлок в административно-территориальной единице Шукюрбейли Джебраильского района Азербайджана.

## Топонимика
Согласно «Энциклопедическому словарю топонимов Азербайджана», село Махмудлу было основано поселившимся здеь племенем махмудлу, от которого и получило своё название.

## История
В советские годы село входило в состав Джебраильского района Азербайджанской ССР. В результате Первой карабахской войны в августе 1993 года перешло под контроль непризнанной Нагорно-Карабахской Республики.
4 октября 2020 года президент Азербайджана, Ильхам Алиев, в обращении к народу заявил, что азербайджанская армия заняла девять сёл Джебраильского района: Кархулу, Шукюрбейли, Черекен, Дашкесан, Хоровлу, Махмудлу, Джафарабад, Юхары-Маралян и Дажал. BBC сообщило, что все взятые Азербайджаном на юге сёла, судя по спутниковым снимкам, лежат в руинах и полностью или почти полностью заброшены с тех пор, как в начале 1990-х азербайджанское население их покинуло, спасаясь от наступавших армян.

## Население
В годы Российской империи село Махмудлу 1-е входило в состав Джебраильского уезда Елизаветпольской губернии. По данным «Свода статистических данных о населении Закавказского края, извлеченных из посемейных списков 1886 года» в селе Махмудлу 1-е Шихали-агалинского сельского округа было 62 дыма и проживало 324 азербайджанца (указаны как «татары»), которые были суннитами по вероисповеданию и крестьянами.